# Розетта (Дискавері)
Розетта (Rosetta) — п'ятдесят третій епізод американського телевізійного серіалу «Зоряний шлях: Дискавері» та 11-й в четвертому сезоні. Епізод написав Террі Г'юз Бертон, режисер Джефф Берд; Джен Макгоуен. Перший показ відбувся 22 березня 2022 року.

## Зміст
За 29 годин до зіткнення Бернем вирішує відвідати мертву планету-газовий гігант поблизу гіперполя з кільцями Дайсон, яка може бути батьківщиною виду 10-C. Букер і Тарка хочуть використати сліпу точку — щоб прослизнути на «Дискавері».
Земний генерал Діатта Ндоє вважає, що це дослідження плвнети — марна трата часу, але інші дипломати підтримують рішення, якщо воно дасть корисну інформацію. Бернем подорожує човником «Диско-09» на планету разом із Сару, Калбером і пілотом Кейлою Детмер.
Вони знаходять великі скелети виду, який в давні часи жив у колишніх газових шарах планети — приблизно 1000 років тому. Вони знаходять відносно вцілілу будівлю і йдуть на розвідку. Члени експедиційної групи починають відчувати галюцинації, які викликають сильні почуття, такі як страх. Сару ввижається напад на групу. Бук і Тарка проникають на «Дискавері» і маніпулюють з прогромами щоб їх не помітили. Доктор Калбер торкається костюма Сару — і на нього також налітаають жахи-переляки. На Майкл також налітають кошмарні видива. Однак псионної енергетики не виявлено. Тільки Детмер чомусь не піддалася психічним розладам — вона не мала прямого контакту із невідомими датабазі «Дискавері» вуглеводнями. Іеженерка Рено змушена займатися із несправними реплікаторами (вийшли з ладу через підключення «зайців»).
Бук переконує Ндойє допомогти їм знищити АЧМ — якщо не досягне бажаного дипломатія. Команда на планеті дійшла висновку, що 10-C втік з планети під час метеоритних ударів, які спалили газ і вбили деяких представників виду. І що вид використовує складні вуглеводневі сполуки для передачі своїх емоцій, які зараз впливають на них на планеті. Вони вірять, що можуть використовувати ці вуглеводні, щоб сполуки допомогли спілкуватися з 10-C. Команда знаходить приміщення із дитячими контейнерами та припиняє фільтрування вуглеводнів — вони відчувають почуття спокою та любові.
Майкл вважає — зрозуміння ролі вуглеводнів — їх Розетський камінь. Тарка обходить датчики Зори, щоб їхній корабель непомітно приєднався до «Дискавері», беручи в заручники інженерку Джетт Ріно.
До удару АЧМ залишається 25 годин.

## Виробництво
Активна розробка сезону почалася в січні 2020 року. На написання було витрачено більше часу, ніж у попередніх сезонах, через пандемію COVID-19, яка надихнула на космічну аномалію, з якою герої стикаються в сезоні. Нова роль Бернем як капітана також вивчається після її підвищення в кінці третього сезону. Четвертий сезон було офіційно оголошено в жовтні 2020 року, а зйомки проходили в Торонто, Канада, з листопада 2020 року по серпень 2021 року. Для забезпечення безпеки під час пандемії було застосовано нові знімальні процеси, що спричинило деякі затримки виробництва. Відеостіна була побудована для зйомки перед комп'ютерним фоном у реальному часі.

## Сприйняття та відгуки
Станом на грудень 2022 року на сайті «IMDb» серія отримала 5.3 бала підтримки з можливих 10 при 1561 голосі користувачів.
В огляді для «Den of Geek» Лейсі Богер відзначила: «Після кількох епізодів, у яких здавалося, насправді нічого особливого не сталося, „Зоряний шлях: Дискавері“ відновлюється з епізодом, який, хоча чомусь все ще вдається відкласти перший контакт із невідомими видами 10-C на інший тиждень, принаймні отримує корабель і його екіпаж повертається до витоків своєї наукової місії. Намагаючись дізнатися більше про таємничу расу».
Для «Tor.com» Кейт ДеКандідо зазначено: «„Розетта“ має своє серцевину на правильному місці. І я ціную те, що Бернем намагається знайти спосіб належного спілкування з 10C, що, на перший погляд, є дуже правильним. Але це ще один обхід на шляху до зустрічі з істотами, які створили DMA. І нам справді потрібно вже зустрітися з ними. Якби цей сезон зняли одразу, це було б одне ціле, але як глядачі ми чекали місяць. Вже достатньо! Подамося туди!»
В огляді «Space.com» зазначено: «Одним з послідовних елементів цього епізоду є використання причинно-наслідкової взаємодії, і це надзвичайно ефективно. Доктор Хіраї задіюється неодноразово, спілкуючись як з генералом Ндойє, так і з президентом Ларою Ріллак. Це приклад того, як дрібні деталі в цьому серіалі вдосконалюються. Але більші деталі все ще підводять.»

## Знімались
| Актор               | Роль                |
| ------------------- | ------------------- |
| Сонеква Мартін-Грін | Майкл Бернем        |
| Даг Джонс           | Сару                |
| Ентоні Репп         | Пол Стамец          |
| Вілсон Круз         | Гаг Калбер          |
| Блу дель Барріо     | Адіра               |
| Тіг Нотаро          | Джетт Рено          |
| Девід Аджала        | Клівленд Букер      |
| Шон Дойл            | Руон Тарка          |
| Хелаг Горнсдал      | Лара Ріллак         |
| Тара Рослінг        | Т'Ріна              |
| Аннабелль Волліс    | Зора                |
| Хіро Канагава       | Хіраі               |
| Пумзіле Сітоле      | Ндойє               |
| Емілі Коутс         | Кейла Детмер        |
| Патрік Квок-Чун     | Ріс                 |
| Оїн Оладежо         | Джоанн Овосекун     |
| Сара Мітіч          | лейтенантка Нільсон |
| Рейвен Дауда        | Трейсі Поллард      |